# St. Bartholomäus (Niederkrüchten)

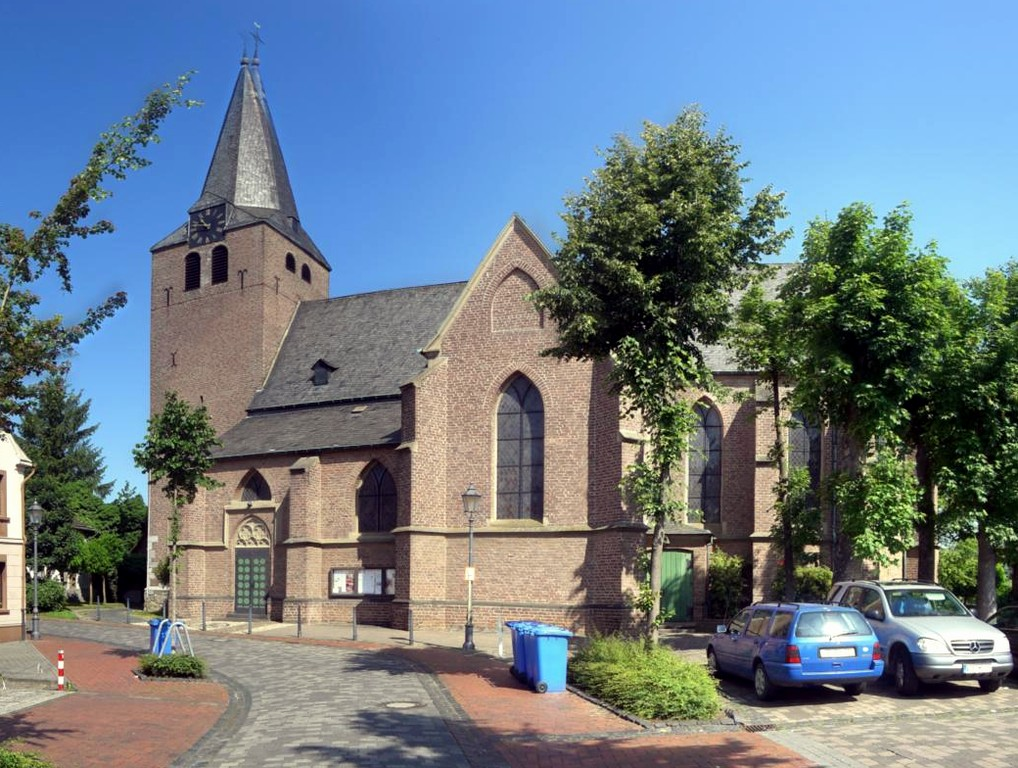
St. Bartholomäus in Niederkrüchten

St. Bartholomäus ist eine römisch-katholische Pfarrkirche in Niederkrüchten im Kreis Viersen in Nordrhein-Westfalen. Die Kirche ist unter Nummer 20 in die Liste der Baudenkmäler in Niederkrüchten eingetragen und steht unter dem Patronat des hl. Apostels Bartholomäus. 
Zur Pfarre zählen neben  Niederkrüchten auch Birth, Blonderath, Brempt, Dam, Gützenrath, Heyen, Laar, Ryth, Silverbeek und Varbrook.

## Geschichte
Die Ursprünge von Pfarre und Kirche liegen im Dunkel der Geschichte. Gesichert ist, dass Niederkrüchten ursprünglich zum Bistum Lüttich gehörte und das Kölner Domkapitel im 13. Jahrhundert hier Besitz hatte. Seit dieser Zeit hatte das Kölner Domkapitel gemeinsam mit den Herren von Brempt und dem Herzog von Geldern das Patronatsrecht an der Kirche inne, was aus einer Urkunde vom 22. August 1297 hervorgeht. Aufgrund dieser Konstellation kam es zu verschiedenen Streitigkeiten, weshalb die Herren von Brempt im Jahr 1344 ihren Anteil an das Domkapitel abgaben. Ursprünglich zählte zur Pfarrei auch Merbeck, was aber im Zuge der Pfarrumschreibungen 1801 eigenständige Pfarrei wurde.
Der heutige alte Teil der Pfarrkirche wurde am Ort einer älteren Vorgängerkirche erbaut. Der Ostteil mit Chor und Querschiff wurde 1485, der Westteil 1488 in Formen der Gotik erbaut. Der heutige Glockenturm wurde 1604 errichtet und 1679 erhielt die Kirche eine Orgelbühne. Im Verlauf des 17. Jahrhunderts wurde der Chor erneuert und 1855 folgte eine Restaurierung des Glockenturms.
Anfang des 20. Jahrhunderts wurde die Kirche zu klein, sodass der Kirchenvorstand 1907 die Erweiterung des bestehenden Gotteshauses beschloss. Zunächst wurde das nördliche Seitenschiff sowie die Sakristei abgerissen und daran in nur einjähriger Bauzeit eine nach Norden ausgerichtete dreischiffige Kirche in Formen der Neugotik angebaut. Die Pläne dazu lieferte der Kölner Dombaumeister Bernhard Hertel. Die Grundsteinlegung war am 29. Juni 1909, die feierliche Kirchweihe am 28. Juni 1910. Der alte Teil der Kirche dient heute als Werktagskirche.

## Ausstattung
Im neuen Teil der Kirche befindet sich eine reichhalte Ausstattung aus der Barockzeit, die ursprünglich im alten Teil stand. Dazu zählen der Hochaltar aus dem Jahr 1670/80, die beiden Nebenaltäre aus ca. 1652, die reichgeschnitzte Kanzel, Ende 17. Jh., die Figuren, das Chorgestühl, die Kommunionbank, die Beichtstühle und die Kirchenbänke.
Die Orgel ist ein Werk der Werkstatt Martin Scholz Orgelbau, Mönchengladbach, aus dem Jahr 2016 und hat 22 Register.

## Pfarrer
Folgende Priester wirkten bislang als Pastor an St. Bartholomäus:
- 1927–1951: Peter Hansen
- 1951–1967: Heinrich Moortz
- 1967–1974: Josef van Sloun
- 1974–2005: Johannes Thelen
- 2005–2024: Alexander Schweikert
- Seit 2024: P. Damian Ugwuanyi SMMM (Pfarradministrator)